# Eonian
Eonian est le dixième album studio du groupe de black metal norvégien Dimmu Borgir. L'album est sorti le 4 Mai 2018.
Albums de Dimmu Borgir
Abrahadabra
(2010)
Singles
(sortie le 23 Février 2018).
Council of Wolves and Snakes

## Classement des ventes
| Pays        | Meilleure position |
| ----------- | ------------------ |
| Norvège     | 2                  |
| Finlande    | 4                  |
| Suède       | 32                 |
| Autriche    | 10                 |
| Suisse      | 5                  |
| Belgique    | 21                 |
| Allemagne   | 4                  |
| Royaume-Uni | 73                 |

## Liste des Titres
| 1.  | The Unveiling                  | 5:47 |
| 2.  | Interdimensional Summit        | 4:39 |
| 3.  | Ætheric                        | 5:27 |
| 4.  | Council of Wolves and Snakes   | 5:19 |
| 5.  | The Empyrean Phoenix           | 4:44 |
| 6.  | Lightbringer                   | 6:06 |
| 7.  | I Am Sovereign                 | 6:48 |
| 8.  | Archaic Correspondance         | 4:55 |
| 9.  | Alpha Aeon Omega               | 5:18 |
| 10. | Rite of Passage (Instrumental) | 5:16 |

## Participations

### Dimmu Borgir
- Shagrath – chant, basse, claviers, arrangements orchestraux, effets
- Galder – guitare soliste, basse
- Silenoz – guitare rythmique, basse
- Gerlioz – claviers ; arrangements orchestraux additionnels
- Daray – batterie

### Invités / Musiciens de session
- Mikkel Gaup – Chant "Chaman" sur "Council of Wolves and Snakes"
- Martin Lopez – Percussions sur "Council of Wolves and Snakes"

#### Orchestre de Norvège
- Chef d'orchestre – Gunvald Ottesen
- Musicien – Agnes Winsents, Agnieszka Pikuta, Annika Belisle, Carl-Christian Kure, Christian Fjellstad, Erik Hedmo, Geirmund Simonsen, Gunhild Marina Tjernstad, Guro Schjelderup, Hauk J. Røsten, Hilde Stenseng, Hugo Herrman, Inger Helseth, Karen Austad Christensen, Lars Christen Hausken, Martin Røsok, Ragnhild E. Bye Lütken, Ragnhild Kleppe, Svein Oskar Smogeli, Synnøve Sætre, Tekla Lou Fure Brandsæter, Thomas Ringen, Vilde Bolstad Bakken, Vilde Groth Pettersen, Øyvind Sætre and Åste Jensen Sjøvaag

### Equipe
- Jens Bogren – Enregistrement, mix et co-production
- Tony Lindgren – Mastering (Fascination Street Studios)
- Linus Corneliusson – Edition
- Gaute Storaas and Shagrath – Arrangements orchestraux, enregistrés avec l'orchestre de Norvège (Urban Sound Studio)
- Ludwig Näsvall – Technicien Batterie
- Guitar Labs Scandinavia – Préparation Guitares / Basses